# Prognathorhynchus karlingi
Prognathorhynchus karlingi är en plattmaskart som beskrevs av Ax 1952. Prognathorhynchus karlingi ingår i släktet Prognathorhynchus och familjen Gnathorhynchidae. Inga underarter finns listade i Catalogue of Life.